# SV 1861 Kirchberg
Der SV 1861 Kirchberg ist ein Sportverein aus der Stadt Kirchberg im Landkreis Zwickau in Sachsen. Der Verein besitzt Sparten für Fußball, Gymnastik und Volleyball.

## Geschichte
In der sächsischen Stadt Kirchberg wurde 1861 ein Turnverein gegründet. Am 1. September 1933 wurde der Fußballklub Wacker Kirchberg in den Turnverein Kirchberg eingegliedert. Nach der Auflösung aller Vereine durch die sowjetische Besatzungsmacht bildete sich 1945 als Nachfolgeverein die Sportgruppe (SG) Kirchberg. Seit dem Ende der 1940er Jahre wurde der Sport in Kirchberg  von den Betriebssportgemeinschaften Fortschritt Kirchberg und Traktor Kirchberg betrieben. Beide Gemeinschaften fusionierten 1963 zur Turn- und Sportgemeinschaft (TSG) Kirchberg. 1990 wurde aus der TSG Kirchberg der heutige Sportverein.

## Fußballabteilung
In der Saison 1947/48 spielte die SG Kirchberg in der Bezirksliga Westsachsen, die damals zur höchsten Ligenebene in der Sowjetischen Besatzungszone gehörte, und belegte in der Staffel Zwickau den 9. Platz. Diese Platzierung reichte nicht für die Qualifikation zur eingleisigen Bezirksliga Westsachsen der Folgesaison. In der Folgezeit spielten die Kirchberger Fußballer nur noch unterklassig. Seit 2008 spielt der SV 1861 Kirchberg ununterbrochen in der Kreisliga Zwickau.